# IMG (formato de archivo)
En informática, IMG son los archivos binarios con la extensión .img, los cuales almacenan imágenes de disco en bruto de los disquetes, discos duros o discos ópticos.

## Visión general
El nombre de extensión .img es utilizada por archivos de imagen de disco, los cuales contienen vertederos en bruto de disco magnético o de un disco óptico. Desde una imagen bruta se consta de una copia binario sector-por-sector del medio de fuente, el formato real de los contenidos de archivo dependerá del sistema de archivo del disco que la imagen haya creado (como una versión de FAT). Las imágenes de disco en bruto de medios de comunicación ópticos (como CD y DVDs), contiene una imagen bruta de todas las pistas en un disco (de las cuales pueden incluir audio, datos y pistas de vídeo). En el caso de CD-ROMs y DVD, estas imágenes normalmente incluyen no sólo el dato de cada sector, aunque los encabezamientos de control y campos de corrección del error para cada sector también. 
Desde los archivos IMG no tienen datos adicionales más allá del contenido del disco, estos archivos sólo pueden ser manejados automáticamente por programas que pueden detectar sus sistemas de archivos. Por ejemplo, una típica imagen de disco raw de un disquete comienza con un sector de arranque FAT, que puede ser utilizado para identificar su sistema de archivos. Las imágenes de disco óptico de medios de comunicación usualmente están acompañados por un descriptor de archivos que describe el diseño del disco e incluye información tal como los límites de la pista que no son almacenados en el archivo de imagen raw.

### Extensiones y variantes
La extensión de archivo .img fue utilizada originalmente para disquetes sin procesar imágenes. Una extensión de archivo similar, .ima, también se utiliza para referirse a los ficheros de imagen de disco por algunos programas. Una variante de IMG, llamado IMZ, consta de una versión del formato gzip  de un disquete en bruto. Estos archivos utilizan la extensión .imz , y se encuentran comúnmente en las imágenes comprimidas de discos creados por WinImage.
QEMU utiliza la extensión .img para imágenes en bruto de la unidad de disco duro, llamando al formato simplemente "raw".

### Tamaño
El tamaño de archivo de una imagen de disco en bruto es siempre un múltiplo de la medida de sector. Para disquetes y discos duros esta medida es típicamente de 512 bytes (pero otras medidas como 128 y 1024 existen). Más precisamente, la medida de archivo de una imagen de disco en bruto de un disco magnético corresponde a:
Cilindros × Cabezas × (Sectores por pista) × (Tamaño del sector)
Por ejemplo,  para 80 cilindros (pistas) y 2 cabezas (lados) con 18 sectores por pista:
80 × 2 × 18 × 512 = 1,474,560 bytes o 1440 KB
Para discos ópticos como CD y DVD, la medida de sector en bruto es normalmente 2,352, haciendo la medida de una imagen de disco en bruto un múltiplo de este valor.

## Comparación con imágenes de ISO
Las Imágenes ISO son otro tipo de archivos de imagen de disco ópticos, el cual generalmente utilizan la extensión de archivo .iso, aunque a veces suelen utilizar la extensión  .img también. Son similares a las imágenes de disco ópticas en bruto, aunque contiene sólo una pista de datos de ordenador obtenido de un disco óptico. No pueden contener pistas múltiples, ni audio o pistas de vídeo. Tampoco contienen los encabezamientos de control y campos de corrección del error de sectores de CD-ROM o DVD que imágenes de disco en bruto normalmente contienen. Su formato interno sigue la estructura de un sistema de archivo de disco óptico, generalmente ISO 9660 (para CD) o UDF (para DVD). Los formatos CUE/BIN y CCD/IMG, los cuales usualmente contienen imágenes de disco en bruto, pueden también contener imágenes de ISO.